# Лорікет біяцький
Лорікет біяцький (Trichoglossus rosenbergii) — вид папугоподібних птахів родини Psittaculidae. Ендемік Індонезії.

## Поширення
Вид поширений на двох островах-близнюках Біак та Супіорі біля північно-західного узбережжя Нової Гвінеї. Трапляється переважно в низинних лісах, включаючи вторинні зарості та плантації.

## Опис
Широка жовта смуга на шиї є характерною рисою біяцького лорікета. В іншому він схожий на веселкового лорікета і відрізняється лише фіолетовою нижньою частиною грудей і такого ж кольору черевом. Верхня частина грудей також інтенсивніше всіяна фіолетовим кольором.